# Colonia Glacier
Colonia Glacier är en glaciär i Chile.   Den ligger i regionen Región de Aisén, i den södra delen av landet, 1 500 km söder om huvudstaden Santiago de Chile. Colonia Glacier ligger 1 970 meter över havet. Arean är 437 kvadratkilometer.
Terrängen runt Colonia Glacier är bergig åt sydost, men åt nordväst är den kuperad. Colonia Glacier ligger uppe på en höjd. Trakten runt Colonia Glacier är nära nog obefolkad, med mindre än två invånare per kvadratkilometer.. Det finns inga samhällen i närheten. 
Trakten runt Colonia Glacier är permanent täckt av is och snö.